# BRIT Awards 2015
35-я ежегодная церемония вручения наград BRIT Awards прошла 25 февраля 2015 года в Лондоне на стадионе «O2 Арена». Вели премию дуэт британских телеведущих Энтони «Ant» Макпартлин и Деклан «Dec» Доннелли, известные вместе как Ant&Dec.

## Номинации
Победители отмечены галочкой.
Британский исполнитель года:
- Ed Sheeran
- Damon Albarn
- George Ezra
- Paolo Nutini
- Sam Smith

Международный исполнитель года:
- Pharrell Williams
- Beck
- Hozier
- Jack White
- John Legend

Британская исполнительница года:
- Paloma Faith
- Ella Henderson
- FKA Twigs
- Jessie Ware
- Lily Allen

Международная исполнительница года:
- Taylor Swift
- Beyonce
- Lana Del Rey
- Sia
- St. Vincent

Британская группа года:
- Royal Blood
- Alt-J
- Clean Bandit
- Coldplay
- One Direction

Международная группа года:
- Foo Fighters
- 5 Seconds of Summer
- Black Keys
- First Aid Kit
- The War on Drugs

Британский прорыв года:
- Sam Smith
- CHVRCHES
- FKA Twigs
- George Ezra
- Royal Blood

Британский альбом года:
- Ed Sheeran — «X»
- Alt-J — «This is all Yours»
- George Ezra — «Wanted on Voyage»
- Royal Blood — «Royal Blood»
- Sam Smith — «In the Lonely Hour»

Британский сингл года:
- Mark Ronson feat. Bruno Mars — «Uptown funk»
- Кельвин Харрис — «Summer»
- Clean Bandit feat. Jess Glynne — «Rather Be»
- Дюк Дюмон feat. Jax Jones — «I Got U»
- Ed Sheeran — «Thinking Out Loud»
- Ella Henderson — «Ghost»
- George Ezra — «Budapest»
- Route 94 feat. Jess Glynne— «My Love»
- Sam Smith — «Stay With Me»
- Sigma — «Nobody To Love»

Британский видеоклип года:
- One Direction — «You & I»
- Ed Sheeran — «Thinking Out Loud»
- Mark Ronson feat. Бруно Марс — «Uptown funk»
- Sam Smith — «Stay With Me»
- Кельвин Харрис — «Summer»

Critics' Choice
- James Bay
- George the Poet
- Years & Years

Британский продюсер года:
- Paul Epworth
- Allison Goldfrapp & Will Gregory
- Flood
- Jake Gosling

## Выступления
| Исполнитель  | Композиция                     | Изменения в чарте Соединенного Королевства(синглы) | Изменения в чарте Соединенного Королевства(альбомы) |
| ------------ | ------------------------------ | -------------------------------------------------- | --------------------------------------------------- |
| Taylor Swift | «Blank Space»                  | 29 (+/-)                                           | 1989 — 5 (+3)                                       |
| Sam Smith    | «Lay Me Down»                  | 15 (+73)                                           | In the Lonely Hour — 1 (+1)                         |
| Royal Blood  | «Figure It Out»                | 43 (повторное появление)                           | Royal Blood — 3 (+15)                               |
| Эд Ширан     | «Bloodstream»                  | 35 (повторное появление)                           | x — 2 (+1) + — 25 (+21)                             |
| Kanye West   | «All Day»                      | 18 (дебют)                                         | N/A                                                 |
| Take That    | «Let in the Sun»               | как сингл не продавался                            | III — 18 (+3)                                       |
| George Ezra  | «Budapest»                     | 18 (+12)                                           | Wanted on Voyage — 4 (+2)                           |
| Paloma Faith | «Only Love Can Hurt Like This» | 32 (повторное появление)                           | A Perfect Contradiction — 8 (+25)                   |
| Madonna      | «Living for Love»              | 26 (дебют)                                         | Celebration — 38 (повторное появление)              |